# Heinrich Buntzen
Heinrich Buntzen, född den 29 september 1803 i Kiel, död den 12 januari 1892 nära Köpenhamn, var en dansk landskapsmålare.
Buntzen påverkades av Eckersberg och väckte uppmärksamhet genom den noggranna teckningen och det friska naturstudiet i sina landskap.

## Utmärkelser
- Professors namn,  1863[5]
- Riddare av Dannebrogorden,  1877[5]

[Redigera Wikidata]